# Kaplica Zaśnięcia Przenajświętszej Bogurodzicy w Jabłecznej
Kaplica Zaśnięcia Przenajświętszej Bogurodzicy – kaplica prawosławna, należąca do stauropigialnego monasteru św. Onufrego w Jabłecznej.
Kaplica została zbudowana w 1908. Znacznie uszkodzona podczas II wojny światowej (1942), odrestaurowana w 1957. Remontowana w 2005.
Budowla na planie kwadratu, drewniana, konstrukcji zrębowej, nieorientowana. Prezbiterium zamknięte prostokątnie, z boczną zakrystią. Dach blaszany, namiotowy, zwieńczony wieżyczką z cebulastą kopułką. Narożniki zwieńczone czterema mniejszymi kopułkami. Wewnątrz sklepienia kolebkowe. Ikonostas pochodzi z 1908.